# Aphrodisia
Aphrodisia (Oudgrieks: Ἀφροδίσια / Aphrodísia) was de gemeenschappelijke naam voor panhelleense feesten ter ere van Aphrodite.

## Tijdstip
Het werd op de vierde dag van de maanmaand Hekatombaion (« lage en maagdelijke, wassende maan », juli-augustus) in het bijzonder op plaatsen gevierd, waar zich een aan Aphrodite gewijde tempel bevond. Het feest werd ook met betrekking tot de vierde maand gevierd, omdat in deze de knoppen en bloesems openden en de natuur herleefde, daar Aphrodite eveneens in verbinding werd gebracht met « vervoering, illusie, zoete verliefdheid en lust van de omarming ». De maandnaam april is echter niet van de naam van de godin Aphrodite afgeleid.

## Feesten

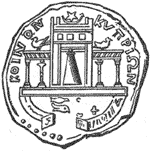
Cypriotische munt van Caracalla met de tempel van Aphrodite te Paphos afgebeeld met binnenin de beroemde kegel. Het opschrift leest.

Haar voornaamste cultusplaats was het eiland Cyprus, en in het bijzonder Paphos, waar zich, naar men zei, haar oudste tempel bevond, opgetrokken door Aerias of Cinyras, in wiens familie het priesterschap van Aphrodite erfelijk was. Deze tempel bestond uit verschillende uitgestrekte binnenplaatsen, die een kapel omgaven, waar zich het beeld van Aphrodite onder de vorm van conische kegel tussen twee kandelabers bevond (zie afbeelding). Het voornaamste feest werd er, zoals waarschijnlijk overal, in het voorjaar gevierd, in tuinen en bosjes gevuld met bloemen, die de godin zelf, zo zei men, had laten openbloeien.
De menigte stroomde er toe om naar de paardenrennen, de gymnastiek- en muziekwedstrijden te komen kijken, die ter gelegenheid van dit feest werden gehouden. Men offerde aan de godin niet-bloedige offers, want de vlam van het offervuur, wierook en mirre waren haar welgevallig. Tacitus spreekt echter over mannelijke offers die men de tempel bracht: het gaat waarschijnlijk om dieren die men offerde om de ingewanden ervan te raadplegen. In elk geval mocht het altaar van de godin nooit worden bevuild met het bloed van de offers, die vooral bokken waren. De vrouwen wasten vervolgens het beeld van de godin in de zee, en namen zelf een bad zich op nachtelijke plechtigheden voor te bereiden (παννυχίς / pannuchís). Later schijnen de Aphrodisia met aan Aphrodite gewijde mysteriën gepaard te zijn gegaan. De inwijding in die mysteriën diende evenwel niet tot bevordering van de zedelijkheid.
De personen die wensten te worden geïnitieerd (ἐν τῇ τέχνῃ μοιχικῇ / en tễi téchnêi moichikễi) ontvingen, wanneer ze de tempel binnengingen, een beetje zout en een fallus, in ruil voor een muntstuk bestemd voor de schatkist van de godin. Dit zout stond voor Aphrodites band met de zee, terwijl de fallus wees op de vruchtbaarheidsfunctie van de godin. Over het algemeen bevorderde deze verering, naar het voorbeeld van de oostelijke erediensten, de prostitutie, vooral door talrijke hierodulen die eraan deelnamen en die in Korinthe, in Eryx op Sicilië, en zelfs in Athene worden terugvinden.
Aphrodite had in Cyprus nog andere beroemde tempels: aldus in Palai-Paphos (oud Paphos). Een nieuwe Paphos was namelijk, volgens de traditie, na de Trojaanse Oorlog door de Arcadiër Agapenor gesticht en, volgens Strabo, verzamelden alle inwoners van de omliggende steden er zich voor een plechtige processie naar Palai-Paphos, over een afstand van zestig stadiën. De naam ἀγήτωρ / agếtôr, waarmee men de hogepriester van de tempel van Paphos aanduidde, werd hem waarschijnlijk gegeven omdat hij aan het hoofd van de processie liep en deze leidde. Men vindt het terug in Golgoi, alsook in Amathus, waar men een feest vierde, Κάρπωσις / Kárpôsis genaamd. Zoals de cultus van Aphrodite op Cyprus, kende die op het eveneens aan Aphrodite gewijde eiland Cythera en die van mons Eryx op Sicilië een Fenicische invloed.

### Feesten in de rest van de Griekse wereld
De invloed van de cultus op Cyprus en Cythera strekte zich vervolgens uit over Sparta, Korinthe en Argos. Te Korinthe, waar Aphrodite een beroemde tempel had, werden op twee dagen in het bijzonder gevierd: de talrijke hetaeres en hierodulen in dienst van Aphrodite namen afzonderlijk deel aan het feist op de eerste dag, de andere vrouwen op de tweede. Wanneer de staat door gevaar werd bedreigd, waren het hetaeren die de openbare smeekbeden aan de godin aanboden. Te Argos, heette het voornaamste feest van Aphrodite ὑστήρια / hystếria, omdat men er varken offerde. Een ander feest, dat in Argos ter ere van Aphrodite werd gevierd, had, volgens de legende, betrekking op een overwinning die was behaald op de Lacedaimoniërs door de Argivische vrouwen na een nederlaag van de Argivische mannen. De mannen vertoonden zich tijdens het feest in vrouwenkleren en de vrouwen in mannenkleren. Dit feest heette Ὑβριστικά / Hybristiká. Te Samos, werd de mythe van de godin door mimische dansen uitgebeeld. Het feest van Lemnos had, daarentegen, een somber karakter, dat verwees naar de legende van de moord gepleegd door de vrouwen op de mannen. In Athene, moet men vooraleerst drie cultusvormen en drie feesten onderscheiden.
Ten eerste die men ter ere van Aphrodite Pandemos vierde. De hetaeren, door Solon verenigd rond haar tempel, namen hier vooral aan deel. Later werd zij eveneens door een religieuze corporatie gevierd, Τετραδισταί / Tetradistaí genaamd omdat het feest plaatsvond op de vierde dag van de maand. Een andere cultus was die van Aphrodite Kolias en godinnen die de geboorte patroneerden (Γενετυλλίδες / Genetullídes), eveneens door hetaeren vereerd. Tot slot was er in de Piraios het feest van de Aphrodite Syria, dat door een Korinthische priesteres en een corporatie van Orgeones (Ὀργεῶνες / Orgeỗnes) werd voorgezeten. Te Thebe vierde men de Aphrodisia in de maand december. In Thessalië namen enkel de vrouwen deel aan het feest. Het is tijdens dit feest dat de bekende hetaere Laïs werd vermoord. Op het eiland Zakynthos was er een jaarlijks festival met wedstrijden. Een ander groot festival ter ere van Aphrodite en Adonis wordt vermeld door Musaeus.

### Met betrekking tot de zee
Een dubbelfestival voor Poseidon et Aphrodite Limnesia en Galenaia (« die de dood tot rust breng » en « die leidt naar de haven »), had plaats te Aegina. Eerst bood men een offer aan de god van de zeeën in nagedachtenis van zij die op zee waren gestorven, vervolgens leverde men zich over aan een uitbundige vreugde terwijl men de weldaden van de godin van de liefde te vieren. In Acarnanië werd Aphrodite eveneens geëerd met betrekking tot de zee door zeegevechten. In Aetolië, te Calydon, had men een feest dat bekendstond voor de hetaeren die er bijeenkwamen.

## Voetnoten
1. ↑  Homer. Hymn. V 2.
2. ↑  Tac., Hist. Il 3; Ann. III 62; Max. Tyr., Sem. 38.
3. ↑  Schol. Pind., Pyth. II; Hesych., s. v. Κινυράδαι.
4. ↑  Hor., Carm. I 4, 15.
5. ↑  Hesych., s. v. Μυρίκαι; Athen., III 27.
6. ↑  Strab., XIV 683.
7. ↑  Tac., Hist. II 3; Verg., Aen. I 416.
8. ↑  Tac., Hist. II 3.
9. ↑  Aeschin., Ep. 10; Ovid., Fast. IV 133 sqq.
10. ↑  Himer., III 2; Hor., Carm. I 4, 5.
11. ↑  Clem. Alex., Prot. 13.
12. ↑  Her., I 199.
13. ↑  Strab., XIV 683.
14. ↑  Hesych., s. v. ἀγήτωρ; Strab., XIV 6.
15. ↑  Paus., VIII 5.2.
16. ↑  Hesych., s. v. Κάρπωσις.
17. ↑  Her., I 105; Paus., III 23.1.

Originele werken bij dit onderwerp zijn te vinden op de pagina Her., I 105 op  Wikisource.
18. ↑  Athen., XIII 32-33 (p. 574).
19. ↑  Pind., Fr. p. 608 sqq. (ed. Boeckh); Athen., XIII 574.
20. ↑  Athen., III 49, 96; Clem. Alex., Protr. 33.
21. ↑  Plut., De virt. mulier. 4.
22. ↑  Luc., Salt. 37, 63.
23. ↑  Philostrat., Her. 19.14.
24. 1 2  Athen., XIII 579 E, XIV 78 (p. 659).
25. ↑  Arist., Nub. 32, etc.
26. ↑  IG2 II 1337.
27. ↑  Xenoph., Hell. V 4.4.
28. ↑  Schol. Arist., Plut. 179.
29. ↑  Dion. Hal., Ant. rom. I 50.
30. ↑  Musaeus, Hero en Leander 42
31. ↑  Plut., Quaest. gr. 44; Athen., XIII 55, 95.
32. ↑  Dionys., I 50.
33. ↑  Plaut., Poenul. I 1.63, 2.45, 52.